# 東ケ丘 (横浜市)
東ケ丘（あずまがおか）は、神奈川県横浜市西区の町名。丁番を持たない単独町名である。住居表示未実施区域。

## 地理
西区の南部の中区の付近に位置し、東に西区赤門町、西に中区日ノ出町、南東に初音町、南西に中区赤門町、北に老松町と接している。

## 歴史

### 沿革
- 1935年（昭和10年）7月1日 - 南太田町の一部を編入し、東ケ丘を新設設置。横浜市中区東ケ丘となる[6]。
- 1944年（昭和19年）4月1日 - 中区から西区が分区。横浜市西区東ケ丘となる[7]。

## 世帯数と人口
2025年（令和7年）6月30日現在（横浜市発表）の世帯数と人口は以下の通りである。
| 町丁   | 世帯数  | 人口    |
| ------ | ------- | ------- |
| 東ケ丘 | 786世帯 | 1,366人 |

### 人口の変遷
国勢調査による人口の推移。
| 年                 | 人口  |
| ------------------ | ----- |
| 1995年（平成7年）  | 1,388 |
| 2000年（平成12年） | 1,399 |
| 2005年（平成17年） | 1,383 |
| 2010年（平成22年） | 1,280 |
| 2015年（平成27年） | 1,254 |
| 2020年（令和2年）  | 1,247 |

### 世帯数の変遷
国勢調査による世帯数の推移。
| 年                 | 世帯数 |
| ------------------ | ------ |
| 1995年（平成7年）  | 575    |
| 2000年（平成12年） | 605    |
| 2005年（平成17年） | 622    |
| 2010年（平成22年） | 580    |
| 2015年（平成27年） | 614    |
| 2020年（令和2年）  | 663    |

## 学区
市立小・中学校に通う場合、学区は以下の通りとなる（2024年11月時点）。
| 番地 | 小学校           | 中学校             |
| ---- | ---------------- | ------------------ |
| 全域 | 横浜市立東小学校 | 横浜市立老松中学校 |

## 事業所
2021年現在の経済センサス調査による事業所数と従業員数は以下の通りである。
| 町丁   | 事業所数 | 従業員数 |
| ------ | -------- | -------- |
| 東ケ丘 | 13事業所 | 123人    |

### 事業者数の変遷
経済センサスによる事業所数の推移。
| 年                 | 事業者数 |
| ------------------ | -------- |
| 2016年（平成28年） | 12       |
| 2021年（令和3年）  | 13       |

### 従業員数の変遷
経済センサスによる従業員数の推移。
| 年                 | 従業員数 |
| ------------------ | -------- |
| 2016年（平成28年） | 47       |
| 2021年（令和3年）  | 123      |

## 施設
- 横浜市立東小学校

## 出身・ゆかりのある人物
- 上郎清助（神奈川県多額納税者、貴族院議員、上信銀行頭取、上郎幸八の養子）[17]
- 上郎やす（上郎幸八の長女、上郎清助の妻、浦島保育院長、地家主）[17]
- 上郎幸[18]（上信銀行頭取、上郎清助の長男[18]）

## その他

### 日本郵便
- 郵便番号：220-0033[3]（集配局：神奈川郵便局[19]）

### 警察
町内の警察の管轄区域は以下の通りである。
| 番・番地等 | 警察署     | 交番・駐在所   |
| ---------- | ---------- | -------------- |
| 全域       | 戸部警察署 | 野毛山公園交番 |